# Perry Bauman
Perry Bauman   (Erie, 22 de juliol de 1918 - 16 d'agost de 2004) era un oboista, nascut i educat als Estats Units i actiu al Canadà.
Va exercir com a oboè principal de lOrquestra Simfònica de Toronto, lOrquestra Simfònica de CBC, lorquestra del Ballet Nacional del Canadà i lOrquestra Simfònica d'Edmonton. Bauman va ensenyar al "Royal Conservatory of Music de Toronto" i a la "University of Western Ontario" de Londres, Ontario.

## Adolescència
Perry Bauman va néixer a Erie, Pennsilvània. El 1920, la família es va traslladar a Dorset, Ohio, a prop d'Erie. Bauman va començar a tocar el saxo a la banda de l'escola, passant més tard a l'oboè. Va competir en campionats de bandes i poc abans de complir els 17 anys va guanyar un campionat nacional amb oboè. Aquest títol li va valer un lloc al Curtis Institute of Music, on va estudiar l'oboè amb Marcel Tabuteau del 1937 al 1942.

## Carrera
El 1940, Bauman es va traslladar a Toronto per convertir-se en el principal oboè de lOrquestra Simfònica de Toronto (TSO). Va continuar amb el TSO fins al 1956, després es va tornar a unir a ells del 1964 al 1971 com a co-director, i de tant en tant el 1982-1984. També va ser oboè principal amb lOrquestra Simfònica de la CBC durant tota la seva existència del 1952 al 1964 i amb lorquestra del Ballet Nacional del Canadà del 1960 al 1966.
Mentre estava a Toronto, Bauman va ensenyar al "Royal Conservatory of Music", on hi havia entre els seus alumnes Lawrence Cherney i Harry Freedman.
El 1956, Bauman va fundar el Toronto Woodwind Quintet amb Gordon Day (flauta), Ezra Schabas (clarinet), Eugene Rittich (trompa) i Nicholas Kilburn (fagot). Bauman va actuar amb el quintet fins al 1971, quan Melvin Berman va assumir la cadira d'oboè.
Des de 1971 fins a 1979, Bauman va ser co-oboè principal, després oboe principal, de lEdmonton Symphony Orchestra. El 1979 va tornar a l'est per ensenyar a la Universitat de Western Ontario fins al 1984.